# Gracenote

ロゴ

Gracenote, Inc.（グレースノート）は、オーディオCDの内容に関する情報によるデータベースを認可・保守する商用サービスを運営する企業である。日本法人はグレースノート株式会社（Gracenote K.K.）。前身はCDDB Inc.でありCDDBの商標・権利を保有する。
Apple iTunes Storeなどの音楽配信サービスや、ソニー、パイオニア、アルパインなどの自動車・家電製品、Samsung、Sony Ericssonなどの携帯音楽アプリケーションに技術を提供している。Gracenoteパートナー・プログラムに参加している企業は約3,000社（2010年9月現在）を超えている。CDを再生することのできる多くのソフトウェアは、GracenoteのCDDB機能を利用している。
またGracenoteの有する技術の一つが自動コンテンツ認識 (ACR) である。スマートテレビ上でユーザーがどのようなコンテンツを視聴しているか、リアルタイムでデータ収集する仕組みである。
本社はアメリカ合衆国カリフォルニア州エメリービルにある。2008年4月22日、ソニーのアメリカ子会社（ソニー・コーポレーション・オブ・アメリカ）が約2億6000万ドルで買収を発表、同年6月2日に買収を完了した。ソニーの完全子会社となった後も、同社の事業はソニーからは独立して行われている。
2013年12月23日、トリビューン・カンパニーに売却を合意した。
2017年1月、ニールセン・ホールディングスに売却された。